# Steolstjärnarna (Norra Ny socken, Värmland, 670686-136003)
Steolstjärnarna är en sjö i Torsby kommun i Värmland och ingår i Göta älvs huvudavrinningsområde.